# Forum Obywatelskie Chrześcijańska Demokracja
Forum Obywatelskie Chrześcijańska Demokracja – polski komitet wyborczy biorący udział w wyborach parlamentarnych w 2001.
Komitet został zawiązany w połowie 2001 przez Lecha Wałęsę (faktycznego lidera Chrześcijańskiej Demokracji III RP) i Janusza Tomaszewskiego (który w tym samym roku po odejściu z Ruchu Społecznego AWS utworzył niewielką partię pod nazwą Forum Obywatelskie). Na bazie tych ugrupowań miała powstać partia polityczna z Lechem Wałęsą jako honorowym przewodniczącym i Januszem Tomaszewskim stojącym na czele zarządu partii.
Ostatecznie w wyborach FOChD nie wystąpiło jako partia polityczna, ale jako Komitet Wyborczy Wyborców „Forum Obywatelskie Chrześcijańska Demokracja”. Nowe ugrupowanie zrezygnowało z rejestrowania list wyborczych do Sejmu, wystawiono jedynie pięciu kandydatów do Senatu. Z ramienia tego ugrupowania kandydowali m.in. Janusz Tomaszewski, Andrzej Ostoja-Owsiany i Romuald Szeremietiew. Żaden z przedstawicieli tego komitetu nie uzyskał mandatu, a samo ugrupowanie nie prowadziło dalszej działalności.